# Ole Gunnar Fidjestøl
Ole Gunnar Fidjestøl   (Kristiansand, 21 de març de 1960) és un saltador noruec, ja retirat, que va competir durant les dècades de 1980 i 1990.
El 1984 va prendre part en els Jocs Olímpics d'Hivern de Sarajevo, on fou trenta-unè en la prova del salt llarg individual del programa de salt amb esquís. Quatre anys més tard, als Jocs de Calgary, va disputar dues proves del programa de salt amb esquís. En la prova del salt curt individual fou vint-i-dosè, mentre en la del salt llarg per equips guanyà la medalla de bronze formant equip amb Ole Christian Eidhammer, Jon Inge Kjørum i Erik Johnsen.
En el seu palmarès també destaquen dues medalla de plata en la prova de salt llarg per equips al Campionat del Món de 1987 i 1989, així com quatre victòries a la Copa del món de salts amb esquí entre 1985 i 1989. També guanyà una medalla d'or al Campionat del món de vol amb esquís de 1988 i quatre campionats nacionals entre 1987 i 1990. El 1984 fou cinquè al Torneig dels Quatre Trampolins.
El 1994 havia de ser l'encarregat d'encendre la flama olímpica durant la cerimònia inaugural dels Jocs de Lillehammer de 1994, però un greu accident en un assaig previ ho va impedir.